# Convair XF-92
El Convair XF-92 fue una aeronave experimental construida por el fabricante aeronáutico estadounidense Convair a finales de los años 40. Se concibió originalmente como un interceptor, aunque finalmente se empleó como banco de pruebas del concepto de ala en delta. Este prototipo ayudó a Convair a emplear el diseño de ala en delta en varios diseños posteriores, como el F-102 Delta Dagger, el F-106 Delta Dart, el B-58 Hustler y el F2Y Sea Dart, así como el FY Pogo.

## Diseño y desarrollo

### Primeros trabajos

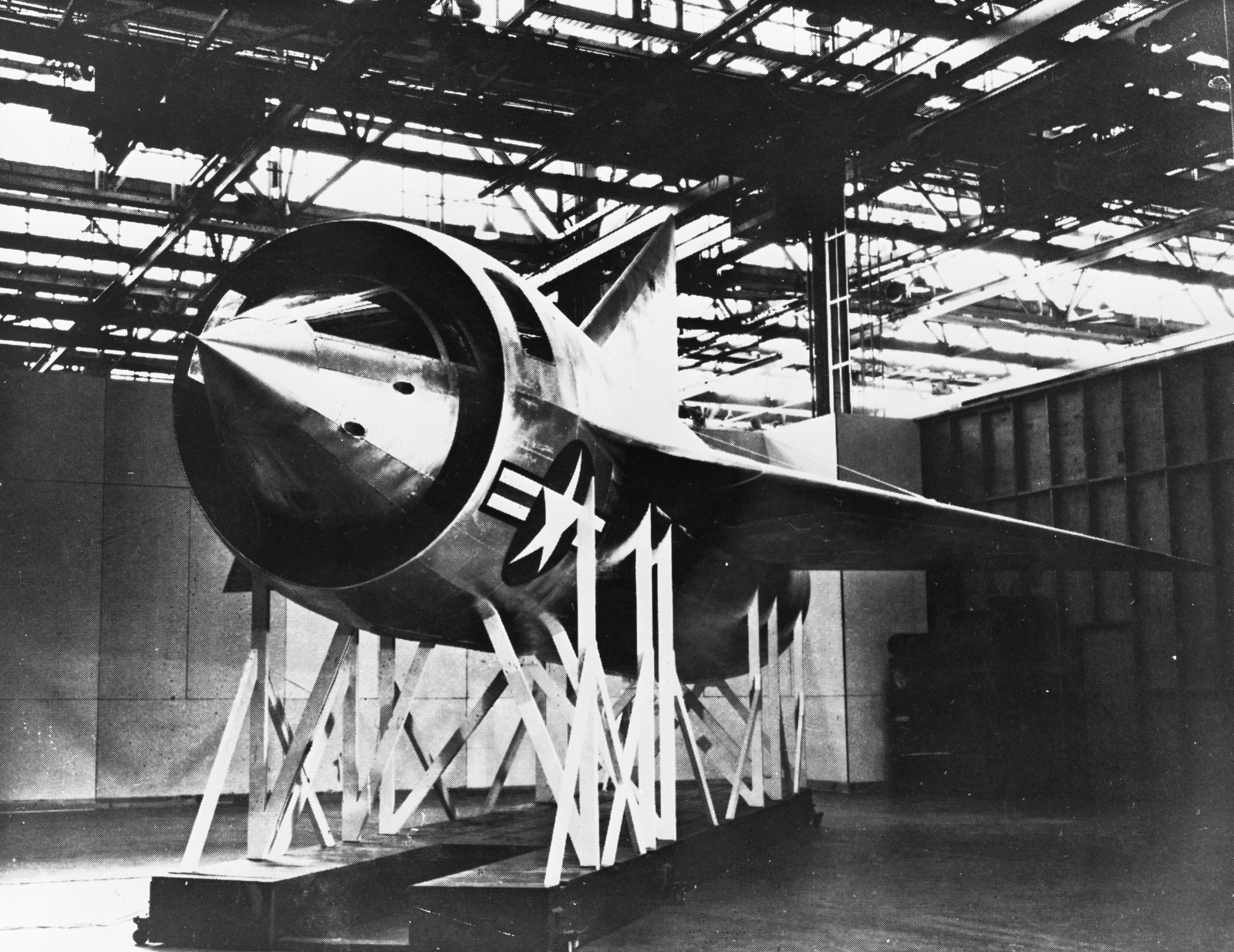
La maqueta de la configuración planeada del XP-92, recordando las líneas del alemán Lippisch P.13a.

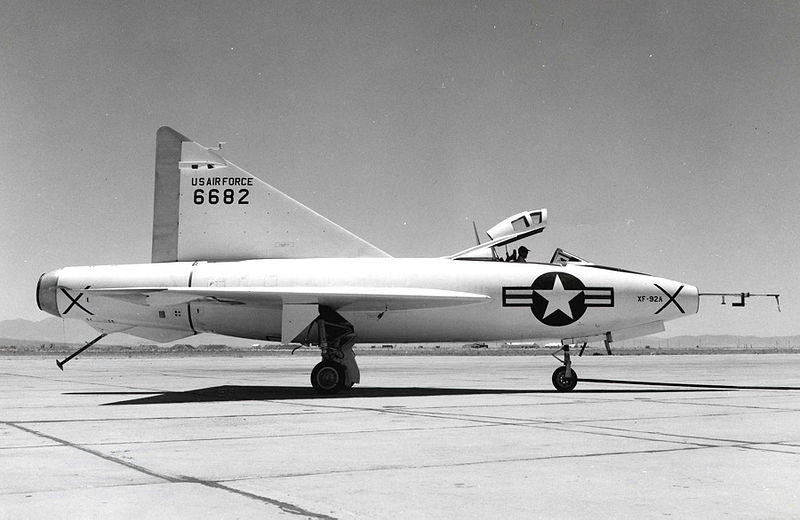
El XF-92A en la Base de la Fuerza Aérea Edwards, 1952.

Antes de agosto de 1945, la Vultee Division de Consolidated-Vultee observó la posibilidad de construir un avión de ala en flecha propulsado por un cohete de aire aumentado. Años antes, la compañía había presentado diseños que llevaban motores de radiador refrigerados por líquido. En este diseño, el combustible se añadiría al calor producido por pequeños motores cohete en el conducto, creando un "pseudo-estatorreactor".
En agosto de 1945, las Fuerzas Aéreas del Ejército de los Estados Unidos (USAAF), a poco de ser renombradas Fuerza Aérea de los Estados Unidos (USAF), emitió una propuesta por un interceptor supersónico capaz de alcanzar velocidades de 1100 km/h y una altitud de 15 000 m (50 000 pies) en cuatro minutos. Varias compañías respondieron, entre las que estaba Consolidated-Vultee, que presentó su diseño el 13 de octubre de 1945. Este diseño presentaba alas en flecha y cola en V, así como un potente sistema de propulsión. Además del cohete de aire aumentado, se colocaron cuatro cohetes de 5,3 kN (1200 lbf) en la tobera de escape, junto con el turborreactor 19XB de 6,9 kN (1560 lbf) producido por Westinghouse.
Una propuesta de Consolidated Vultee (más tarde Convair) fue aceptada en mayo de 1946, de un avión propulsado por estatorreactor, con alas de flecha de 45°, bajo el Proyecto Secreto MX-813 del Mando de Material Aéreo de las USAAF. Sin embargo, las pruebas de túnel de viento mostraron una serie de problemas con este diseño.

### Cambio a alas en delta
Como parte de la Operación Paperclip y esfuerzos similares, el planeador de investigación DM1 de Alexander Lippisch había sido completado y enviado al Langley Research Center del Comité Asesor Nacional para la Aeronáutica (NACA), junto con la considerable investigación alemana en alas en flecha y alas en delta. El DM1 era el primero de una planeada serie de aviones bancada, cada uno explorando velocidades más altas. El DM1 fue construido para probar solamente el manejo a baja velocidad.
En Langley, se encontró que el perfil de sección gruesa del DM1 generaba una considerable resistencia a velocidades transónicas, y siguió una serie de experimentos para intentar explorar estos problemas. Se consideraron dos líneas de estudio; se añadieron afilados filetes al borde de ataque del ala, y el estabilizador vertical fue significativamente reducido en tamaño y grosor, y movido hacia atrás. Esto dejó un espacio considerable en la parte delantera del estabilizador, donde se instaló una cabina convencional. Durante estas pruebas, la tendencia de las alas a generar grandes vórtices a altos ángulos de ataque era notoria, pero el significado de esto no fue explotado hasta muchos años más tarde.
Langley entregó la información acerca del ala en delta a los diseñadores de Convair Adolph Burstein, el ingeniero jefe adjunto de la San Diego Division, y Ralph Shick, jefe de investigación aerodinámica. Los dos se mostraron inicialmente escépticos con el ala en delta, pero Shick voló para reunirse con Lippisch en la Wright-Patterson AFB (Ohio) y volvió a la planta de Downey de Convair convencido de que esta era la forma de progresar.
El sistema de propulsión mixto de Convair requería un conducto muy grande hasta el motor, que suministraba con aire no solo al motor a reacción, sino que actuaba como suministro de los cohetes para producir el aumento de empuje. Esto no dejaba sitio para una cabina tradicional; en su posición normal se habría proyectado profundamente en el área del conducto. Para arreglar esto, el equipo modificó el diseño en un estilo similar al del Miles M.52, colocando la cabina en un cuerpo cilíndrico en el centro de la toma de aire. La potencia era suministrada por el Westinghouse J30 de 6,9 kN (1560 lbf), asistido por una batería de seis cohetes de combustible líquido de 8,9 kN (2000 lbf). El diseño fue presentado a las Fuerzas Aéreas en 1946, y fue aceptado para su desarrollo como XP-92.

### Investigación sobre la configuración en delta
Con la intención de ganar experiencia con la disposición de ala en delta, Convair sugirió construir un prototipo más pequeño, el Model 7-002, que las USAAF aceptaron en noviembre de 1946. El diseño era muy similar a las últimas modificaciones de Langley del DM1, usando la superficie vertical más pequeña, alas más delgadas, y una cabina convencional. La principal diferencia era el ensanchamiento de la parte trasera del fuselaje para proporcionar espacio para el motor, llevando a una forma de fuselaje convencional.
Con la intención de ahorrar tiempo de desarrollo y dinero, muchos componentes fueron tomados de otros aviones; el tren principal fue tomado de un North American FJ-1 Fury, la rueda de morro de un Bell P-63 Kingcobra, el motor e hidráulicos fueron tomados de un Lockheed P-80 Shooting Star, el asiento eyectable y la cubierta de la cabina fueron tomados del cancelado Consolidated Vultee XP-81, y los pedales del timón lo fueron de un entrenador BT-13.
La construcción estaba muy avanzada en Vultee Field en Downey (California), cuando North American Aviation tomó el control de las plantas de Vultee en el verano de 1947. La célula fue trasladada a la planta de Convair en San Diego, y completada en otoño. En diciembre, fue enviado sin motor al Centro de Investigación Ames del NACA para realizar pruebas de túnel de viento. Después de que las pruebas finalizasen, la célula volvió a San Diego, donde fue equipada con un motor Allison J33-A-21 de 18,9 kN (4250 lbf).
Por la época en que el avión estuvo listo para pruebas, el concepto del interceptor de defensa de punto parecía obsoleto y el proyecto del (ahora redesignado) F-92 fue cancelado. También se decidió renombrar el avión de pruebas como XF-92A.

## Historia operacional

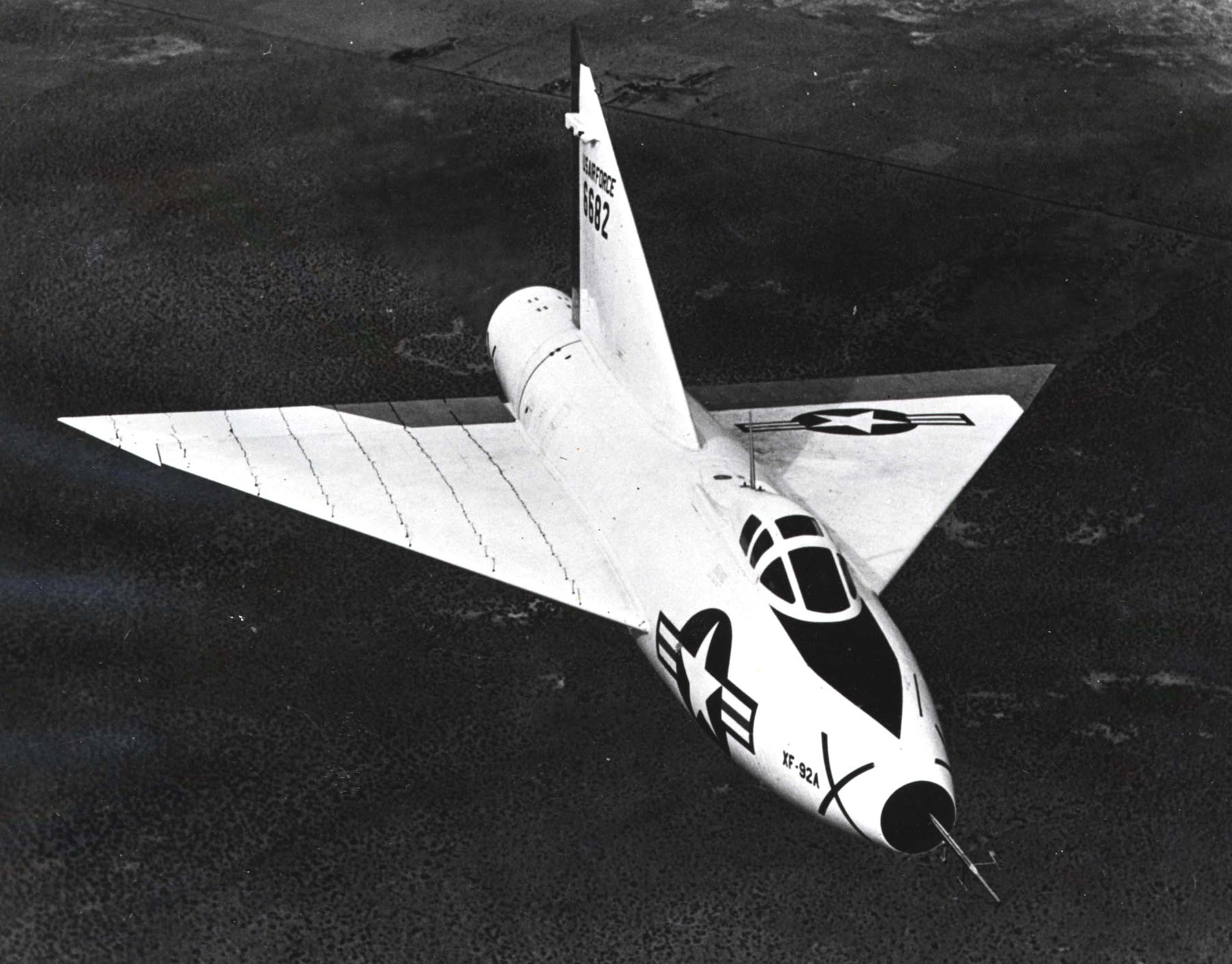
Convair XF-92A en vuelo con esquema de pintura en metal desnudo.

En abril de 1948, el XF-92A fue enviado al Lago Seco Muroc (que más tarde se convertiría en la Base de la Fuerza Aérea Edwards). Las primeras pruebas se limitaron a carretear, aunque se realizó un breve salto el 9 de junio de 1948. El primer vuelo del XF-92A fue el 18 de septiembre de 1948, con el piloto de pruebas de Convair Ellis D. "Sam" Shannon a los mandos. El 21 de diciembre del mismo año, Bill Martin comenzó a probar el avión para la compañía. Tras 47 vuelos, totalizando 20 horas y 33 minutos, el avión fue devuelto a las USAAF el 26 de agosto de 1949, siendo las pruebas asignadas a Frank Everest y Chuck Yeager.
Yeager fue el primer piloto de la Fuerza Aérea en pilotar el XF-92A, el 13 de octubre de 1949. En su segundo vuelo, puso el avión en un picado de inversión de 4 g, alcanzando Mach 1,05 por poco tiempo. Cuando realizaba la aproximación para aterrizar en este vuelo, continuó levantando el morro para reducir la velocidad, para evitar los problemas de su primer intento. Sorpresivamente, el avión simplemente no entró en pérdida; fue capaz de continuar elevando el morro hasta que alcanzó los 45° de cabeceo, volando bajo control en esa actitud para aterrizar a 108 km/h, 160 km/h menos de lo que Convair había calculado.
En 1951, el XF-92A fue reequipado con un motor Allison J33-A-29 con posquemador, ofreciendo un empuje de 33 kN (7500 lbf). El remotorizado XF-92A fue volado por Yeager por primera vez el 20 de julio de 1951. Sin embargo, hubo pocas mejoras en las prestaciones. Además, hubo problemas de mantenimiento con este motor y solo se realizaron 21 vuelos en los siguientes 19 meses. Se realizó un cambio final de motor al J33-A-16 de 24 kN (5400 lbf).
El 9 de abril de 1953, Scott Crossfield comenzó una serie de vuelos en nombre del NACA. Estas pruebas revelaron una violenta tendencia a cabecear durante los giros a gran velocidad, a menudo de hasta 6 g, y en una ocasión, de 8 g. La adición de escuadras de guía aerodinámica aliviaron parcialmente este problema. Crossfield había realizado 25 vuelos en el XF-92A el 14 de octubre de 1953. Después del último vuelo del avión, la pata de morro colapsó, así que Crossfield carreteó fuera del lecho del lago y el avión fue retirado.
Ninguno de los pilotos tenía algo bueno que decir del diseño. Yeager comentó que "era un avión complicado de volar, pero... lo puse a Mach 1,05". Crossfield fue más directo, diciendo "nadie quería volar el XF-92. No había una formación de pilotos para ese avión. Era una miserable bestia volante. Todo el mundo se quejaba de su falta de potencia."

### Influencia

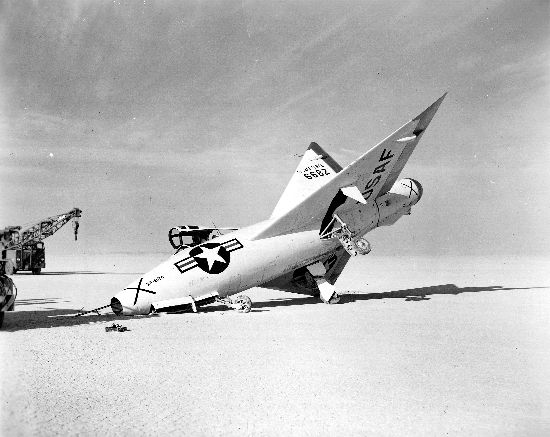
Accidente al aterrizar, 1953.

La delgada sección transversal del ala en delta, el bajo peso y la fortaleza estructural lo hicieron un buen candidato para ser un avión supersónico. La gran área superficial de 39 m² le daba una baja carga alar que en cambio producía unas buenas prestaciones a baja velocidad. Se podían lograr velocidades de aterrizaje muy bajas, a costa de ángulos de aterrizaje extremadamente altos que resultaban en una pobre visibilidad. La combinación de unas buenas alta velocidad y características de baja velocidad era muy difícil de conseguir por otras plantas alares. Aunque el mismo XF-92 no era apreciado, el concepto de diseño era claramente prometedor y el ala en delta fue usada en varios diseños de Convair en los años 50 y 60.
De particular interés para los diseñadores de aviones era el inesperado buen comportamiento a baja velocidad que Yeager había notado en su segundo vuelo. El avión continuó manteniéndose controlable a ángulos de ataque (alfa) muy altos, donde una disposición convencional habrían entrado en pérdida. La razón para esto resultó ser la creación inesperada de un gran vórtice sobre la parte superior del ala, generado por el flujo existente entre el fuselaje y el borde de ataque del ala a altos ángulos alfa. El vórtice se quedaba "unido" a la superficie superior del ala, alimentándose con aire que se movía a velocidades mucho mayores que la velocidad horizontal del avión. Controlando el flujo en esta área crítica, la envolvente de vuelo del ala en delta podría expandirse grandemente, lo que condujo a la introducción de superficies de tipo canard en la mayoría de los diseños de ala en delta de los años 60 y 70. Más recientemente se han vuelto comunes las «mini deltas», en forma de extensiones del borde de ataque, en la mayoría de los aviones de caza, creando el vórtice sobre una planta alar más convencional.

## Operadores
Estados Unidos
- Fuerza Aérea de los Estados Unidos

## Especificaciones (XF-92)
Referencia datos: Fighters of the United States Air Force

### Características generales
- Tripulación: Uno (piloto)
- Longitud: 13 m (42,6 ft)
- Envergadura: 9,6 m (31,3 ft)
- Altura: 5,4 m (17,6 ft)
- Superficie alar: 39,5 m² (425,2 ft²)
- Peso vacío: 4118 kg (9076,1 lb)
- Peso cargado: 6626 kg (14 603,7 lb)
- Planta motriz: 1× Turbojet Allison J33-A-29.
  - Empuje normal: 33,4 kN (3406 kgf; 7509 lbf) de empuje.

### Rendimiento
- Velocidad máxima operativa (Vno): 1160 km/h (721 MPH; 626 kt)
- Techo de vuelo: 15 450 m (50 689 ft)
- Régimen de ascenso: 41,3 m/s (8130 ft/min)
- Carga alar: 168 kg/m² (34,4 lb/ft²)

## Aeronaves relacionadas

### Desarrollos relacionados
- Convair F-102 Delta Dagger
- Convair F-106 Delta Dart
- Convair B-58 Hustler
- Convair F2Y Sea Dart

### Aeronaves experimentales de ala en delta similares
- Lippisch DM.1
- Lippisch P.13a
- Avro 707
- Boulton Paul P.111
- Fairey Delta 1
- Handley Page HP.115
- Saab 210
- Yakovlev Yak-1000

### Secuencias de designación
- Secuencia Numérica (interna de Convair, continuación de Vultee): ← 109 - 110 - 112 - 115 - 116 - 117 - 118
- Secuencia P-_ (Cazas (Pursuit/Fighter) del USAAC/USAAF/USAF, 1924-1962): ← P-89/F-89 - P-90/F-90 - P-91/F-91 - P-92/F-92 - F-93 - F-94 - F-95 →